# 柯光述
柯光述（1903年—1987年），日治台灣高雄州旗山郡溪洲（今高雄市旗山區）人，台灣企業家，光陽機車創辦人。

## 生平
柯光述畢業於旗山公學校，後考取台北國語學校（今國立臺北教育大學前身）普通科。畢業後，回到故鄉，任教於溪洲公學校。調任至鄰近的古亭公學校擔任訓導主任，於1932年，任潮州郡楓港公學校校長。在其父親過世後，為就近照顧其母，請調回到旗山郡溝坪公學校，擔任小學校長。
第二次世界大戰期間，為因應日本大东亚战争的需求，旗山的川野街長，聘請柯光述擔任助役，協助徵兵等事務。
1945年，日本投降，結束第二次世界大戰，中華民國政府接收台灣。因為在台灣的日本人被遣送回國，柯光述與同宗柯新坤至高雄，頂下原由日本人經營的醬油廠，創立三光行，開始經營醬油生意。1947年，柯光述又與柯新坤、柯文杞、呂榮卿、呂榮炎等人合作，在高雄哈瑪星成立光隆行，經營進出口生意。他們買下一艘船，平安號，在高雄港與汕頭之間往來，進口中藥材、黃豆、豆餅等商品，至台灣販售。
1952年，因為政府規定，同一間公司不能進口同一輛機車的所有零件，當時開設慶豐行的黃繼俊與柯光述是台北國語學校的同學，兩人合作，以機車修理為名義，兩間公司分別進口一半的零件，再彼此合作交換，組裝成完整機車出售，首創台灣銷售同一品牌機車先例。
1963年，日本開放臺灣香蕉進口，香蕉出口生意成為旗山地區重要的產業。因為柯光述精通日語，在地方上又有聲望，長期擔任高雄青果台作社理事，1964年曾出任主席。
當時，日本本田技研工业公司計劃到台灣南部設廠，三陽機車董事長黃繼俊介紹柯光述與本田機車接洽。柯光述親往日本，與本田機車簽約。之後與柯新威、柯新坤、陳金豹、陳水來、呂良千等人合作，籌措到足夠資金，買地建廠，並向行政院經濟部申請許可，在1963年建立光陽機車。
光陽機車最早專為本田公司生產零組件，但後來在本田技研的技術支援下，建立了機車生產線，以本田機車為品牌名稱，銷售台灣，柯光述也成為南台灣重要的企業家。除了生意之外，柯光述也重視回饋鄉里，1968年，由柯光述與柯新坤捐獻的溪洲國小圖書館落成。1976年，光陽公司捐獻3百50萬元，在溪州建立溪洲大橋。大橋在1979年落成，成為當地重要地標之一。1983年，柯光述因病過世。

## 家庭
柯光述生有二子三女。長子柯弘明繼承光陽機車，次子柯幸郎是漁業公司董事長。